# ITF Amstetten
Das ITF Amstetten (offiziell: Ladies Open Amstetten) ist ein Tennisturnier der ITF Women’s World Tennis Tour, das seit 2024 in Amstetten, Österreich auf dem Gelände des Union TC Amstetten auf Sandplatz ausgetragen wird.

## Siegerliste

### Einzel
| Jahr               | Siegerin          | Finalgegnerin | Ergebnis |
| ------------------ | ----------------- | ------------- | -------- |
| ↓ Kategorie: W75 ↓ |                   |               |          |
| 2024               | Jelena Pridankina | W. Strachowa  | 6:0, 6:4 |
| 2025               | Sinja Kraus       | Lilli Tagger  | 6:2, 6:4 |

### Doppel
| Jahr               | Siegerinnen                       | Finalgegnerinnen              | Ergebnis         |
| ------------------ | --------------------------------- | ----------------------------- | ---------------- |
| ↓ Kategorie: W75 ↓ |                                   |                               |                  |
| 2024               | Yvonne Cavalle-Reimers Eva Vedder | Miriam Škoch Jesika Malečková | 6:3, 6:2         |
| 2025               | Feng Shuo Liang En-shuo           | Dalila Jakupović Nika Radišić | 4:6, 6:4, [10:0] |

2024 |
2025